# Marconi Railway
| Besucher-Fahrt |                     |                          |                          |
| Dampflokomotive von Dick, Kerr & Co Ltd |                     |                          |                          |
| |                     |                          |                          |
| “Marconi Calling” |                     |                          |                          |
| Ehemalige Marconi Railway (rot) und Funk- station (blau) auf einer modernen Karte |                     |                          |                          |
| Streckenlänge: | 1,5 Meilen = 2,4 km |                          |                          |
| Spurweite: | 610 mm (2-Fuß-Spur) |                          |                          |
| |                     |                          |                          |
| \| \| 0 \| Lokomotivschuppen \| Lokomotivschuppen \| \| \| \| Drehscheibe \| \| \| \| \| Pforte des Geländes \| \| \| \| 2,4 \| Marconi Wireless Station \| Marconi Wireless Station \| \| \| \| Drehscheibe \| \| |                     |                          |                          |
| | 0                   | Lokomotivschuppen        | Lokomotivschuppen        |
| |                     | Drehscheibe              |                          |
| Haltepunkt / Haltestelle (Strecke außer Betrieb) |                     | Pforte des Geländes      | Pforte des Geländes      |
| Bahnhof (Strecke außer Betrieb) | 2,4                 | Marconi Wireless Station | Marconi Wireless Station |
| |                     | Drehscheibe              |                          |

Die Marconi Railway war eine 2,4 Kilometer lange, von 1907 bis 1922 betriebene Werks-Schmalspurbahn mit einer Spurweite von 2 Fuß (610 mm) bei der Marconi-Telegrafen-Funkstation bei Clifden in der irischen Grafschaft Galway.

## Lage

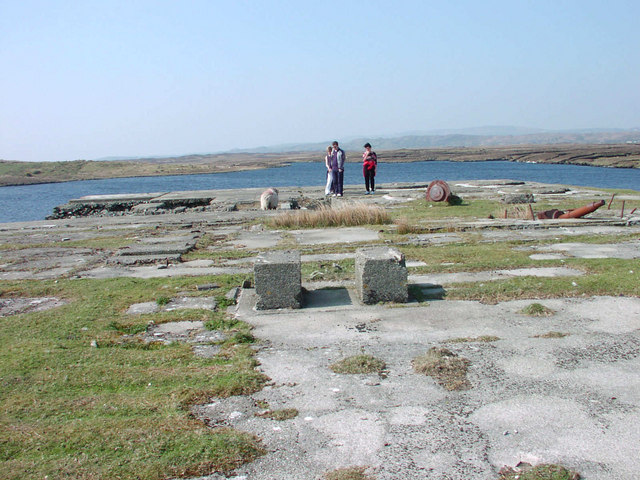
Fundamentreste der Funkstation

Die Strecke verlief von der Pforte des Geländes über Moor und Felsen zu den wichtigsten Gebäuden der Marconi Wireless Station. Es gab jeweils eine Drehscheibe am Anfang und Ende der Bahnstrecke. Die Fundamente der beiden Drehscheiben sind heute noch sichtbar. Es gab wohl keine Ausweichstellen auf der eingleisigen Strecke. An verschiedenen Stellen entlang der Strecke gab es von Hand bediente Kräne, um Torf auf die Güterloren zu laden und damit das Kraftwerk der Marconi Wireless Station mit Brennmaterial zu versorgen.

## Geschichte

### Bau und Inbetriebnahme
Die Strecke und ihre Dampflokomotive waren von Dick, Kerr & Co Ltd in Schottland konstruiert und von 1905 bis 1907 gebaut worden. Mit der Schmalspurbahn wurden anfangs Baumaterial und Ausrüstungsgegenstände transportiert. Am 17. Oktober brachte die Eisenbahn die ersten Arbeiter und Gäste zur Funkstation. Später bewährte sie sich für den Transport von Torf aus dem Moorgebiet, der zum Heizen des betriebseigenen Elektrizitätswerks eingesetzt wurde. Außerdem diente sie dem Personenverkehr von Mitarbeitern und Gästen.

### Berühmte Fahrgäste
Die Piloten John Alcock und Arthur Whitten Brown, die am 14./15. Juni 1919 als erste mit einem 16-stündigen Transatlantikflug nonstop den Atlantik überquert hatten, fuhren nach ihrer Bruchlandung mit der Lancia-Draisine von der Rückseite des Kondensatorhauses zum Empfangsgebäude und Club.

### Stilllegung
Die Bahn wurde von 1907 bis 1922 verwendet. Als die Marconi Wireless Station 1922 bei politischen Unruhen durch einen Brand zerstört wurde, wurden auch die Lokomotive und die Loren unbrauchbar. Daraufhin wurde die Bahnlinie stillgelegt, abgebaut und vermutlich verschrottet.